# Кулаково (Нижегородская область)
Кулако́во — деревня в Вачском районе Нижегородской области. Входит в состав Арефинского сельсовета.
Кулаково является одним из немногих населённых пунктов района, не имеющем прямого транспортного сообщения с районным центром. Транспортная сеть дорог построена так, что добраться в Кулаково можно только через другой районный центр — Павлово, в связи с этим часто возникают трудности при вызове экстренных служб.

## История
Первое упоминание о деревне имеется в писцовых книгах 1628-30 годов, в ней было 9 дворов крестьянских и 4 бобыльских.
В конце XIX — начале XX века деревня входила в состав Загаринской волости Муромского уезда Владимирской губернии, с 1926 года — в составе Арефинской волости. В 1859 году в деревне числилось 47 дворов, в 1905 году — 77 дворов, в 1926 году — 97 дворов. 
С 1929 года деревня являлась центром Кулаковского сельсовета Вачского района Горьковского края, с 1931 года — в составе Большезагаринского сельсовета, с 1936 года — в составе Горьковской области, с 1960 года — в составе Арефинского сельсовета.

## Население
| 1859 | 1905 | 1926 | 1999 | 2002 | 2010 |
| ---- | ---- | ---- | ---- | ---- | ---- |
| 319  | ↗468 | ↘416 | ↘11  | ↘6   | ↘4   |

## Кулаково в наши дни
В настоящее время Кулаково является «дачным посёлком», куда летом приезжают городские жители, купившие здесь дома и земельные участки. Постоянно, в том числе и зимой, в Кулаково проживают один-три человека.
Доехать на автомобиле до Кулаково можно по дороге, ведущей из Павлово в Вареж, и далее в Михалицы.
На общественном транспорте добраться до Кулаково можно от автостанции рейсовым автобусом 116 Павлово — Михалицы. Расстояние от Павлово до Кулаково — приблизительно 20 километров.
Единственная улица в Кулаково носит название, присваиваемое по умолчанию: «Центральная».

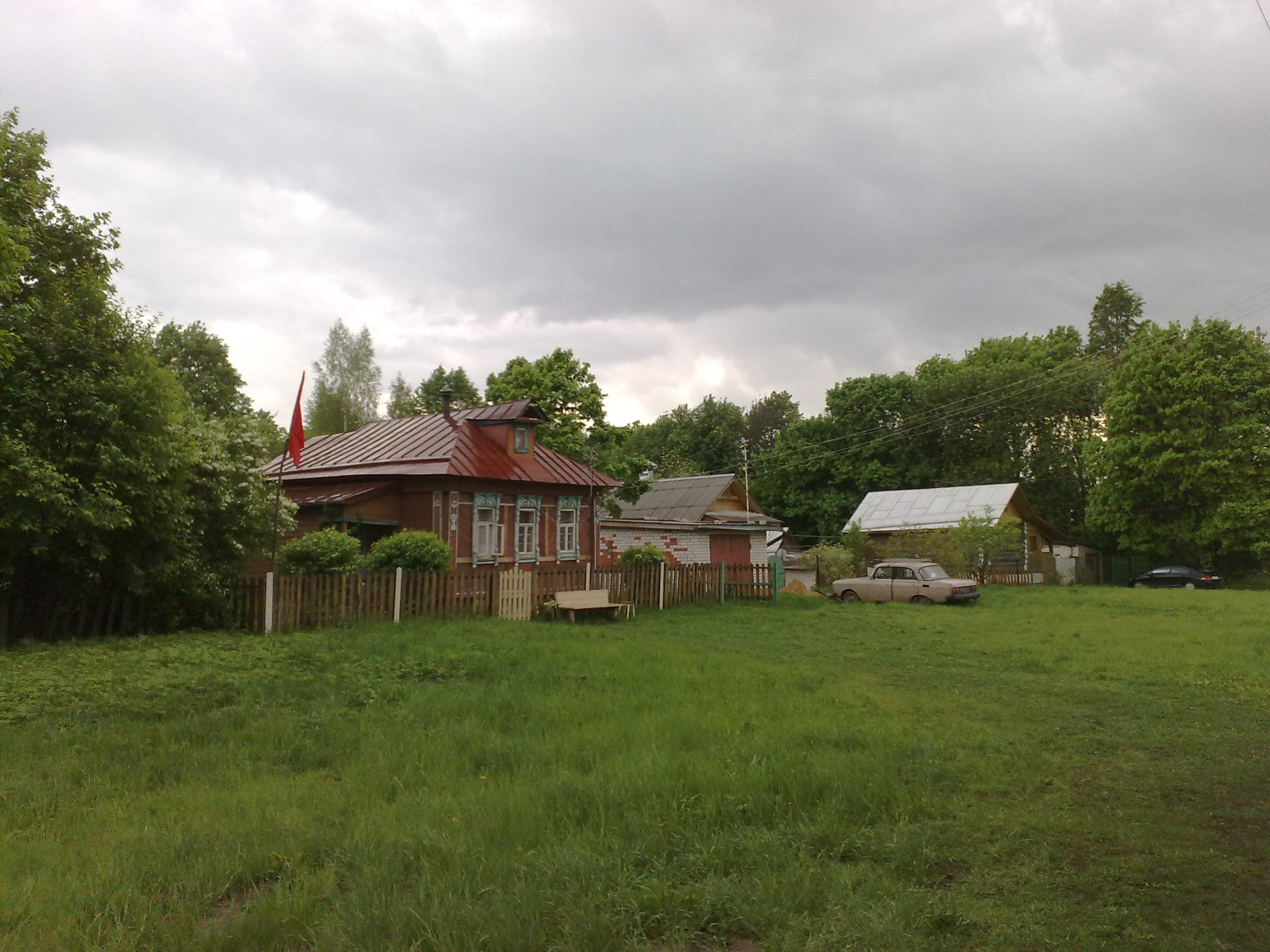
Дом в Кулаково

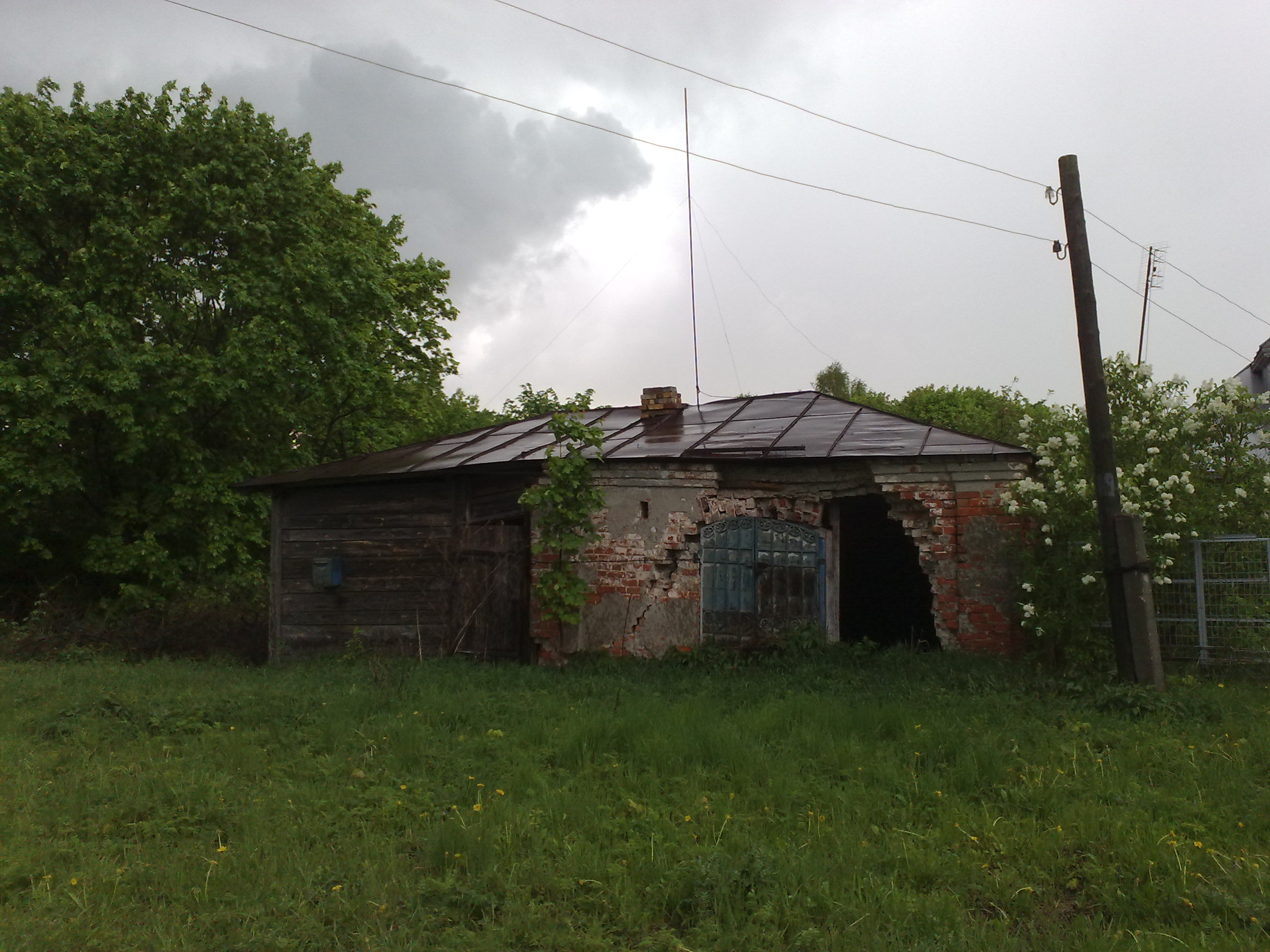
Полуразрушенный магазин в Кулаково

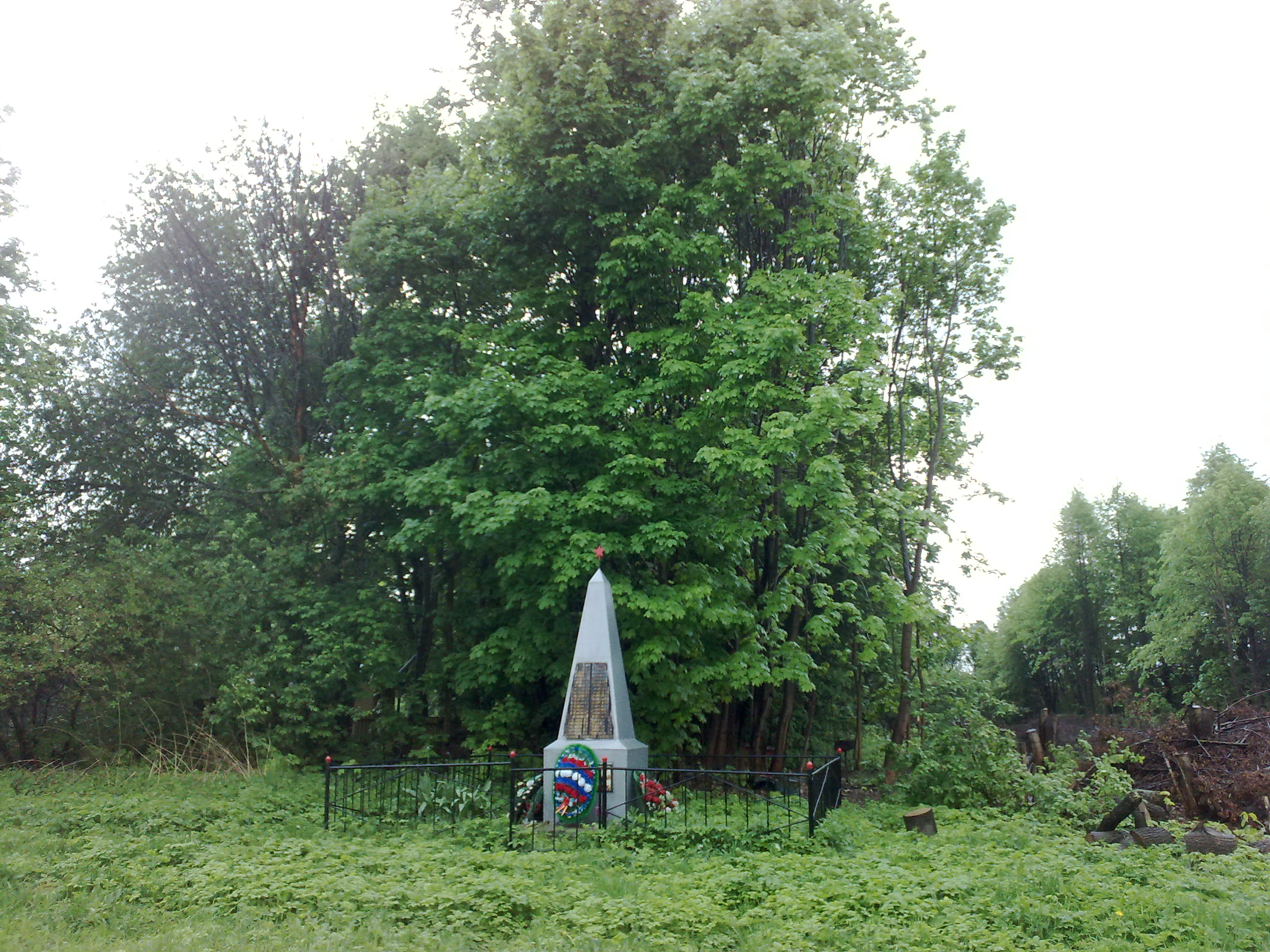
Памятник погибшим жителям деревни Кулаково в Великой Отечественной войне

## Инфраструктура

### Водоснабжение
В Кулаково есть несколько холодных безнапорных родников, из которых можно брать воду, пригодную для питья.
В 1995 году в деревне была построена водопроводная сеть. У родника, находящегося в конце деревни в овраге, установлен насос, который качает воду в водонапорную башню, установленную в начале деревни по трубе, на равных промежутках которой подключены водоразборные колонки. Некоторые дома имеют непосредственное включение в водопроводную сеть.
В 2012 году водопроводная сеть начала разрушаться, работы по её восстановлению носят невыгодную оценку. Совет жителей деревни рассматривает варианты строительства альтернативного водопровода.

### Канализация(водоотведение)
Централизованное водоотведение отсутствует. Широко используются уборные типа «сортир».

### Газоснабжение
В настоящее[когда?] время централизованное газоснабжение отсутствует.
В 2010 году планируется подвод газа к соседним деревням Павловского района. Газопровод будет проходить мимо Кулаково. Будет ли подключен этот населенный пункт — до настоящего времени неизвестно.

### Электроснабжение
380 (400) вольт от понижающего трансформатора с линии 6 кВ. Трансформатор установлен в центре деревни.
На нескольких столбах линии электропередач установлены фонари уличного освещения.

### Телекоммуникации и связь
В Кулаково есть стационарная телефонная связь: установлен «красный» таксофон с номером (83173) 6-10-39.
Деревня находится на достаточно большом удалении от телевизионных ретрансляторов, поэтому жители либо довольствуются приёмом одного-двух каналов на обычные телевизионные антенны, либо используют персональные спутниковые тарелки.
Покрытие сотовой связью удовлетворительное, в соседних крупных деревнях Арефино, Верхополье, Озябликово, Чулково, а также в Ваче представлены все четыре GSM-оператора, которые предоставляют услуги связи в Нижегородской области.
Интернет доступен только через GPRS/EDGE, проводных интернет-провайдеров нет.

### Снабжение товарами народного потребления
Собственного магазина в Кулаково нет примерно с 1986 года (здание магазина было частично разрушено, а затем перестроено под гараж).
Ближайший продуктово-хозтоварный магазин находится в соседней деревне Кряжи (время работы с 9:15 до 16:45 с перерывом на обед, выходные — суббота-воскресенье) в полутора километрах от Кулаково.

### Дороги
От асфальтированной трассы 22Н-3106 «Павлово — Михалицы» к деревне ведёт грунтовая дорога, местами засыпанная щебнем и асфальтовой крошкой.